# Chiesa di San Tommaso (Strembo)
La chiesa di San Tommaso è la parrocchiale  di Strembo in Trentino. Rientra nella zona pastorale delle Giudicarie dell'arcidiocesi di Trento e risale al XIV secolo.

## Storia

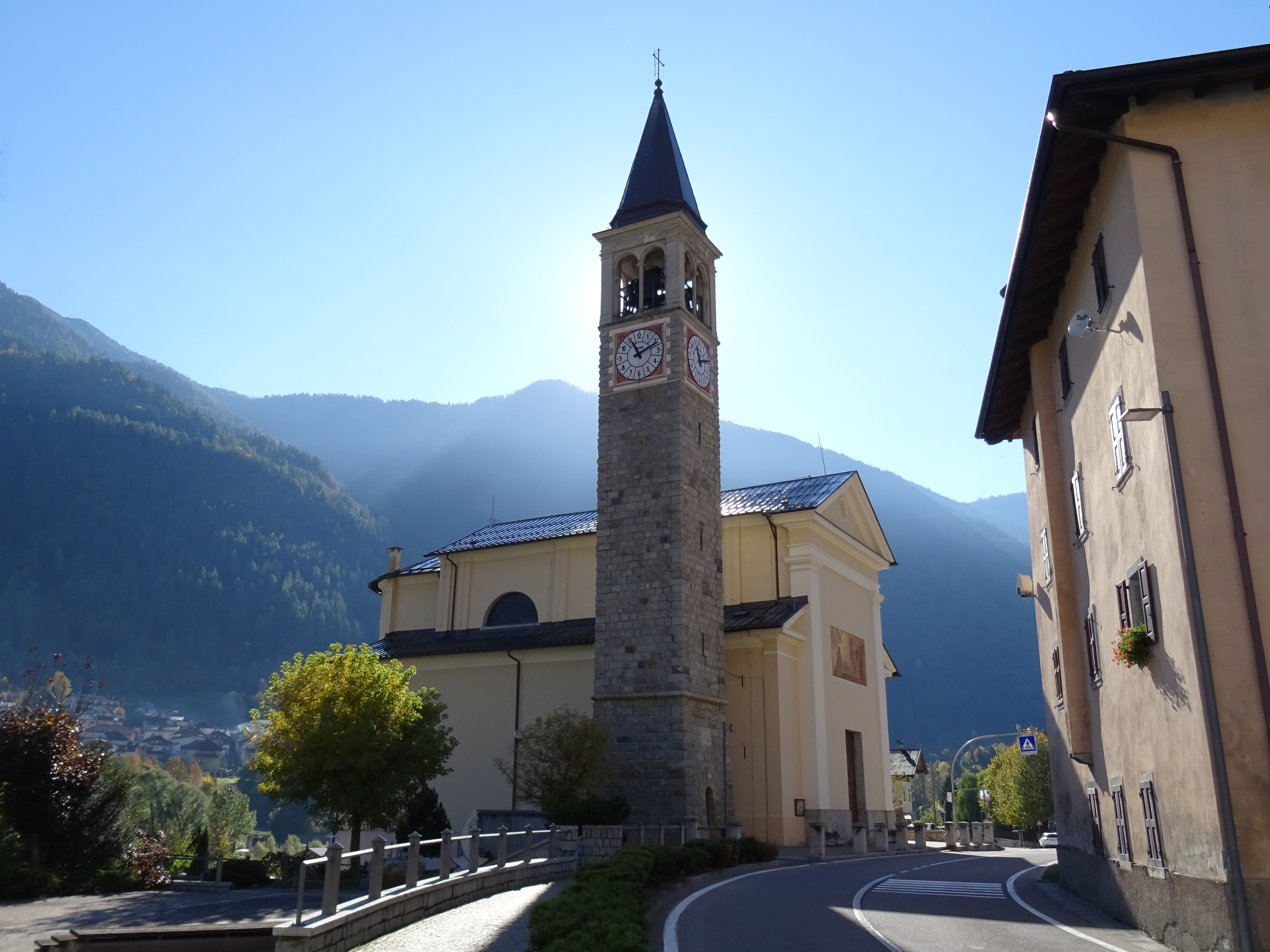
Chiesa, ricostruita nel XIX secolo, e torre campanaria riedificata nel 1927-28.

La prima citazione del luogo di culto a Strembo risale al 1381 e si trova in un testamento su pergamena. La chiesa venne elevata a dignità curaziale dipendente dalla pieve di Rendena, la chiesa di San Vigilio, il 18 gennaio 1800.
Entro la prima metà del XIX secolo l'antico edificio venne ricostruito e la solenne consacrazione venne celebrata nel 1851.
Venne elevata a dignità di chiesa parrocchiale nel 1919 quindi, tra il 1927 e il 1928 venne riedificata la torre campanaria. La facciata e gli interni del tempio vennero decorati nel 1940  da Duilio Corompai.
Nel 1971 è stato realizzato l'adeguamento liturgico posizionando il nuovo altare postconciliare e demolendo l'altare maggiore storico che conservava il tabernacolo per la custodia eucaristica poi spostato su un piedistallo. Il fonte battesimale è stato a sua volta spostato sulla destra della sala accanto all'arco santo.

### Un campanile troppo basso

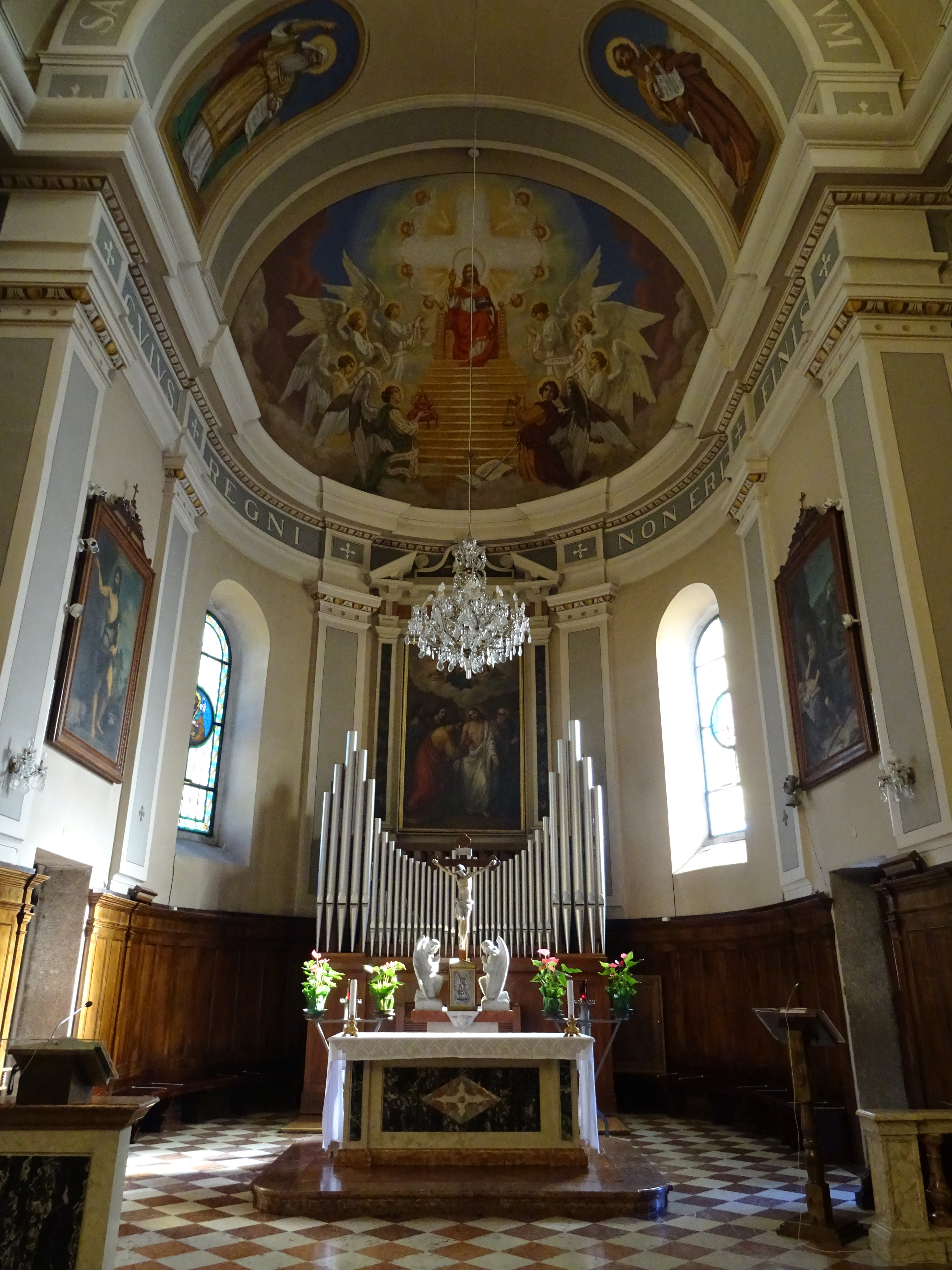
Presbiterio.

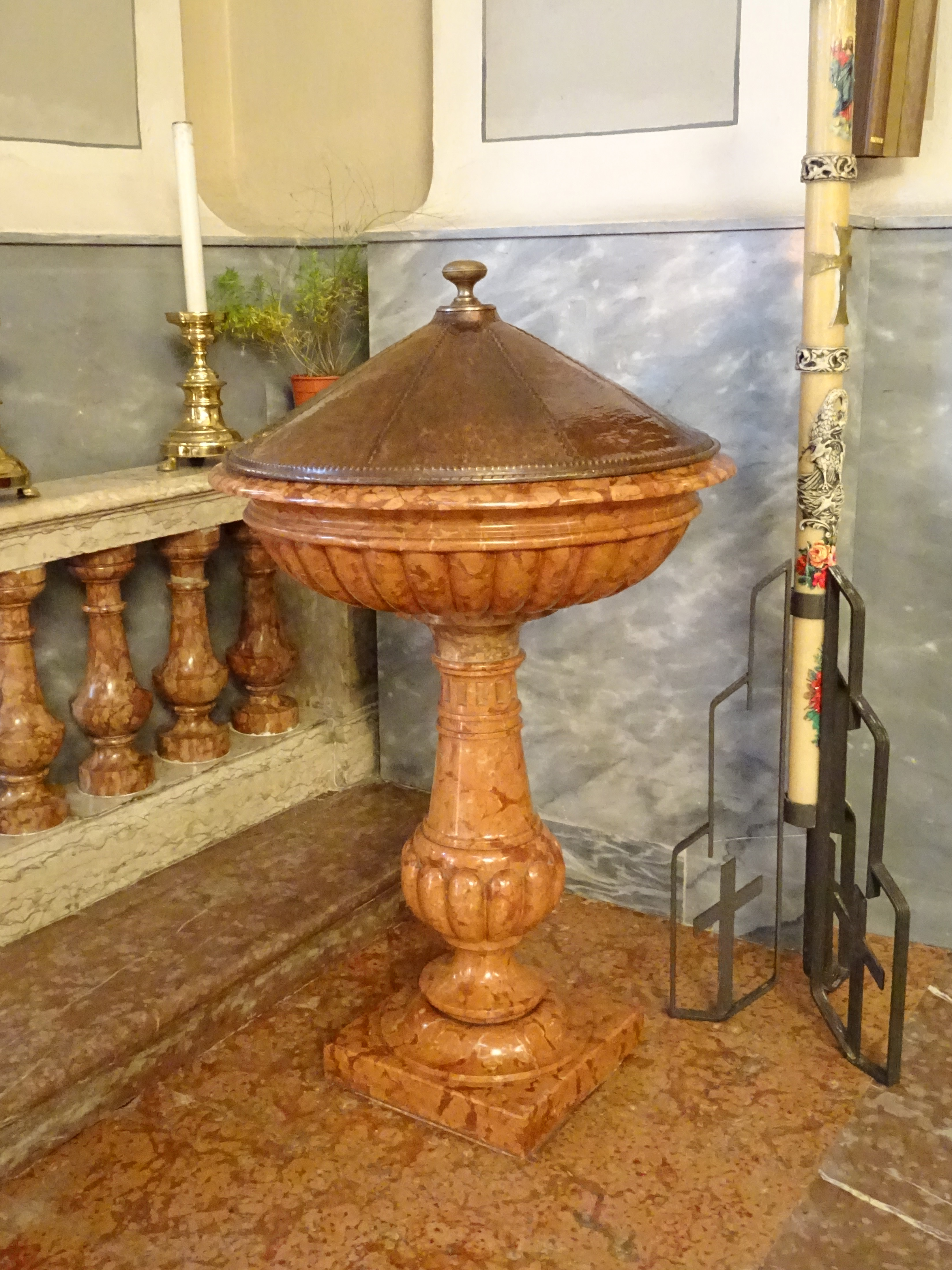
Fonte battesimale.

La storia del recente campanile è particolare. Quando la chiesa venne ricostruita nel XIX secolo, per ragioni economiche la torre campanaria rimase quella cinquecentesca con un'altezza di soli 17 metri, meno della chiesa stessa. La popolazione delle località vicine iniziò a canzonare gli abitanti del paese per tale singolarità e questi si offesero. Tentarono così di alzarlo, ma fu loro impedito poiché veniva considerato dalle autorità un monumento da tutelare. Dopo un breve processo il paese ebbe l'autorizzazione ad erigere una nuova torre campanaria e su questa venne posta la lapide con la scritta: Plebis sumptibus - anno 1927-28. Per un breve periodo ci fu una convivenza tra i due campanili, finché il più antico non venne abbattuto dai paesani. La campana, detta "Baiarola", presente sul vecchio campanile era già stata spostata nella chiesetta in località Ragàda, in Val Genova.

## Descrizione

### Esterni
La parrocchiale si trova nella parte orientale dell'abitato di Strembo e mostra il tradizionale orientamento verso est. La facciata a salienti ha la parte centrale, corrispondente alla navata principale, di aspetto neoclassico con grande frontone triangolare. Spicca al centro il grande affresco murale raffigurante il Martirio di San Tommaso realizzato da Duilio Corompai. La torre campanaria, alta 37 metri, si trova separata a sinistra e culmina con la cella che si apre con quattro finestre a bifora. Il cimitero della comunità è accanto alla chiesa, accanto all'abside.

### Interni
La sala si divide in tre navate, quelle laterali di minore ampiezza. Il presbiterio è leggermente rialzato ed ha subito un intervento importante per il suo adeguamento liturgico durante gli anni settanta. Le decorazioni murali interne sono di Duilio Corompai.
La pala d'altare nell'abside raffigura San Tommaso che tocca il costato di Cristo con Madonna e Angeli è attribuita a Giovanni Andreis. Inoltre, sempre nell'abside, tela raffigurante San Giovanni Battista nel deserto, copia del dipinto di Tiziano Vecellio